# 16 스톤스
《16 스톤스》(16 Stones)는 미국에서 제작된 브라이언 브로우 감독의 2014년 모험 영화이다. 메이슨 D. 데이비스 등이 주연으로 출연하였다. 1830년대 미주리주에서 일어난 상황을 배경으로 한다. 예수 그리스도 후기성도 교회의 전통에서 야렛인의 16개 돌과 관련되어 있다.

## 출연

### 주연
- 메이슨 D. 데이비스
- 오브리 레이놀즈
- 제로드 필립스
- 소나 케이
- 브래드 존슨

### 조연
- 앨런 그로브스
- 마크 웹